# Gambetta (stanice metra v Paříži)

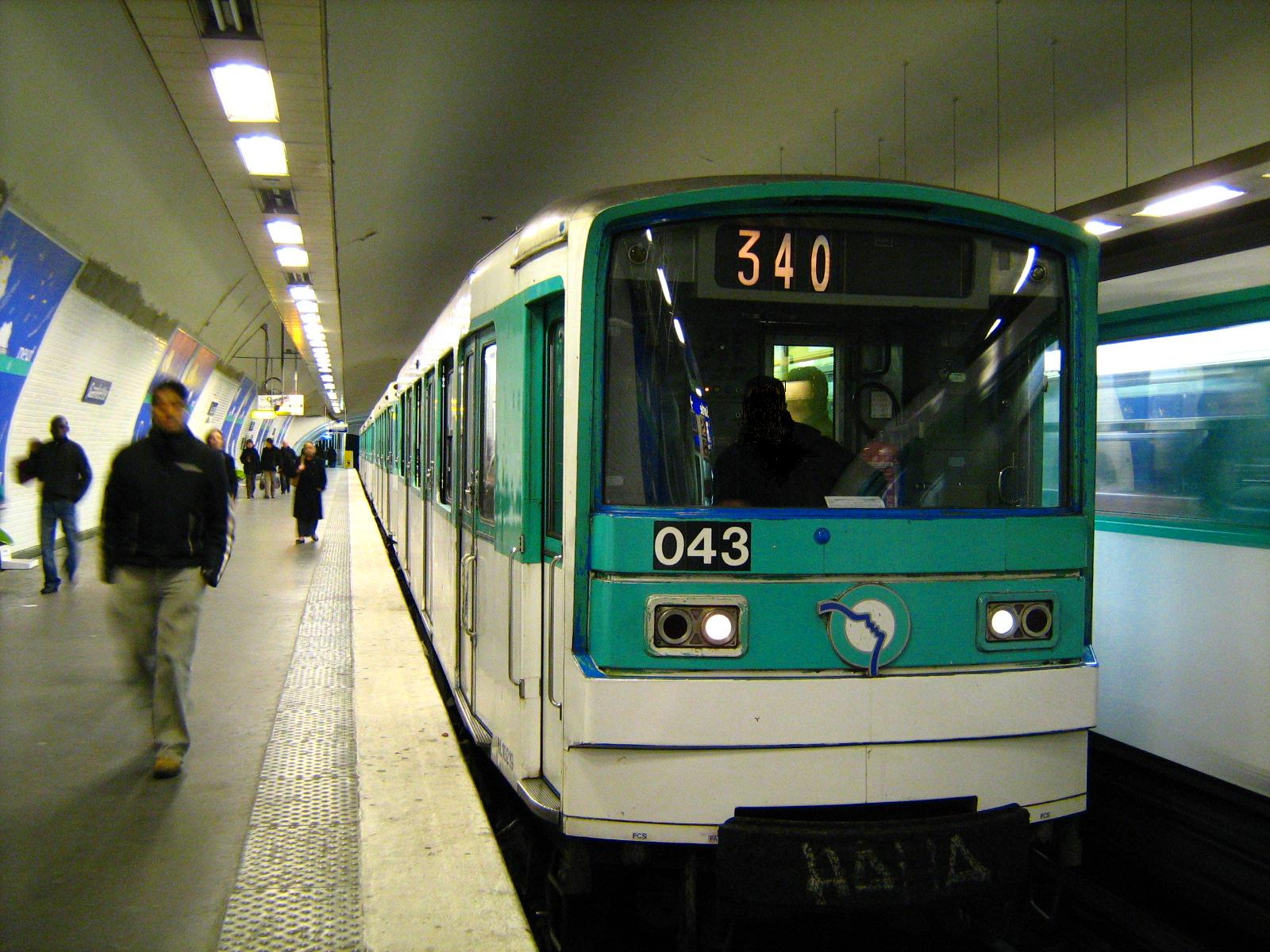
Nástupiště linky 3

Gambetta je přestupní stanice pařížského metra mezi linkami 3 a 3bis. Linka 3 stanicí prochází, pro linku 3bis je zde konečná stanice. Nachází se ve východní části Paříže ve 20. obvodu na náměstí Place Gambetta.

## Historie
Stanice byla uvedena do provozu 25. ledna 1905, kdy sem byla prodloužena linka 3 ze stanice Père Lachaise. 27. listopadu 1921 byla do stanice Gambetta dovedena vedlejší větev ze stanice Porte des Lilas. Od 27. března 1971 je boční větev samostatná jako linka 3bis.

## Název
Stanice metra i náměstí jsou pojmenovány po francouzském politikovi Léonu Gambettovi.